# USS Nassau (LHA-4)
Pour les autres navires du même nom, voir USS Nassau.
Le USS Nassau (LHA-4) est un Landing Helicopter Assault de la classe Tarawa de la United States Navy mis en service en 1979. Il a été nommé en l'honneur de la Bataille de Nassau. Il a été mis hors service le 31 mars 2011 et vendu à la démolition navale en 2021.

## Historique
En février 1984, moins de quatre mois après les Attentats de Beyrouth du 23 octobre 1983, il est affecté à Beyrouth avec la 24th Marine Amphibious Unit.
L' USS Nassau a été déployé pendant huit mois dans le golfe Persique à l'appui de l'Opération Bouclier du désert et de l'Opération Tempête du désert, durant lesquelles il a été le navire amiral de la Task Force. Tout au long des années 1990, il participe aussi à l'Opération Deny Flight en Bosnie-Herzégovine et à l'Opération Force alliée durant la guerre du Kosovo.
L'USS Nassau a été envoyé à Galveston pour aider au soulagement et au nettoyage de la dévastation causée par l'ouragan Ike au Texas. Le 21 janvier 2010, le navire a été envoyé en Haïti pour collaborer au travail d'aide humanitaire à la suite de la dévastation subie par le tremblement de terre.